# Zingiber spectabile
Zingiber spectabile är en enhjärtbladig växtart som beskrevs av William Griffiths. Zingiber spectabile ingår i släktet Zingiber och familjen Zingiberaceae. Inga underarter finns listade i Catalogue of Life.

## Bildgalleri

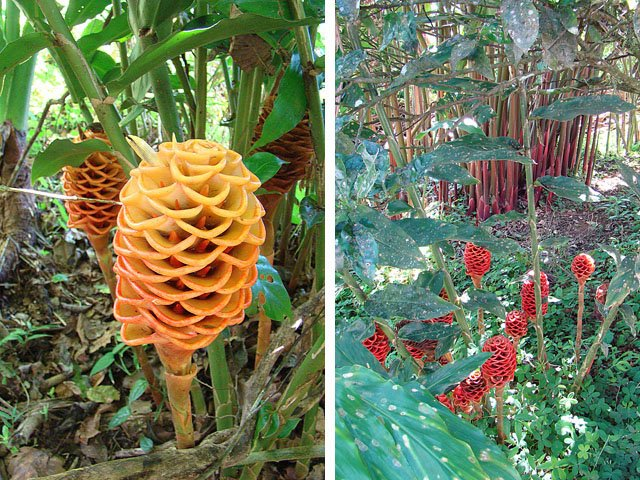
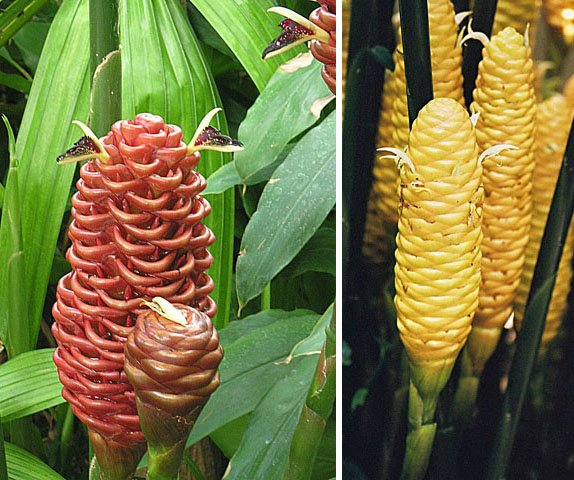
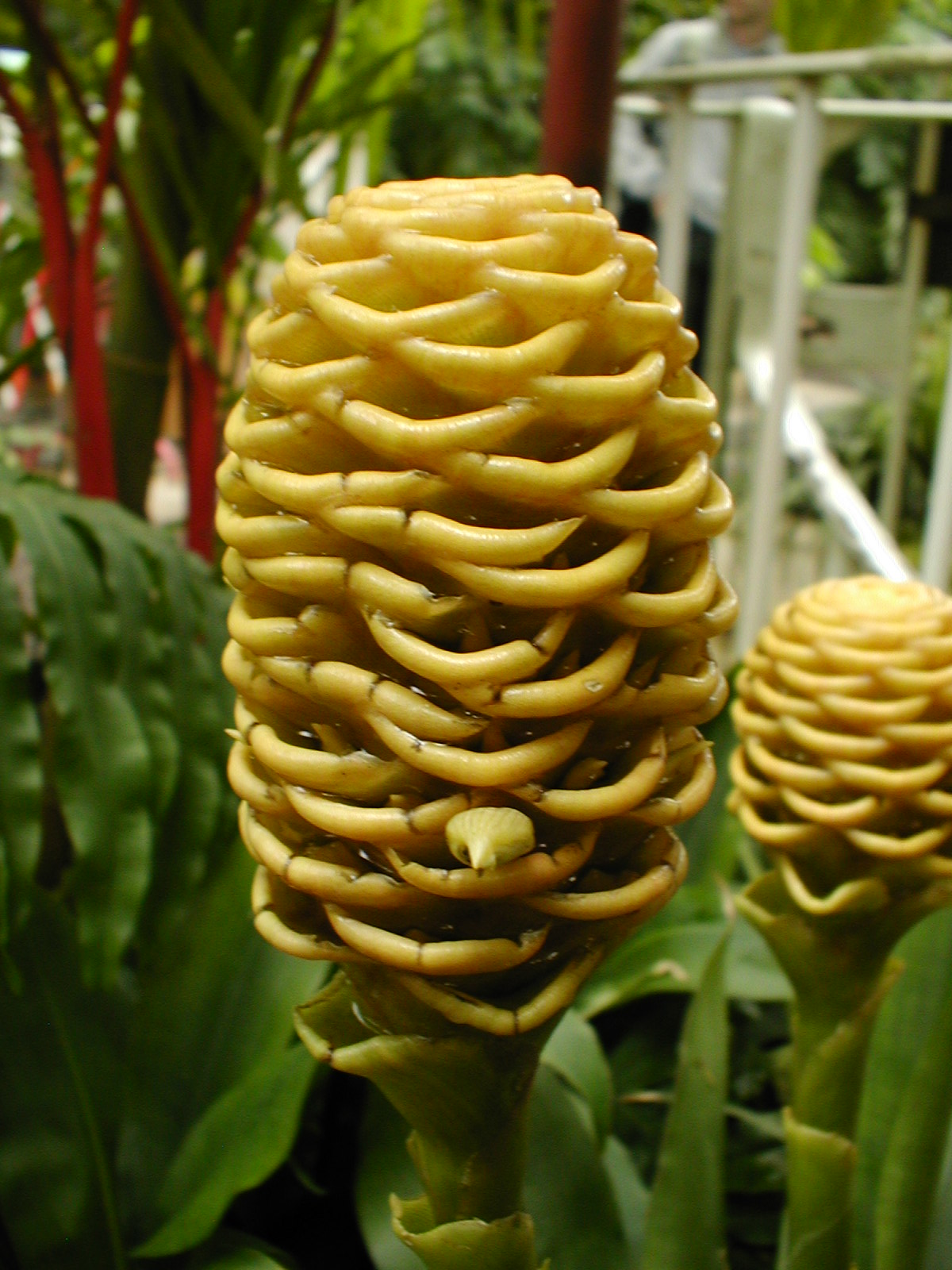
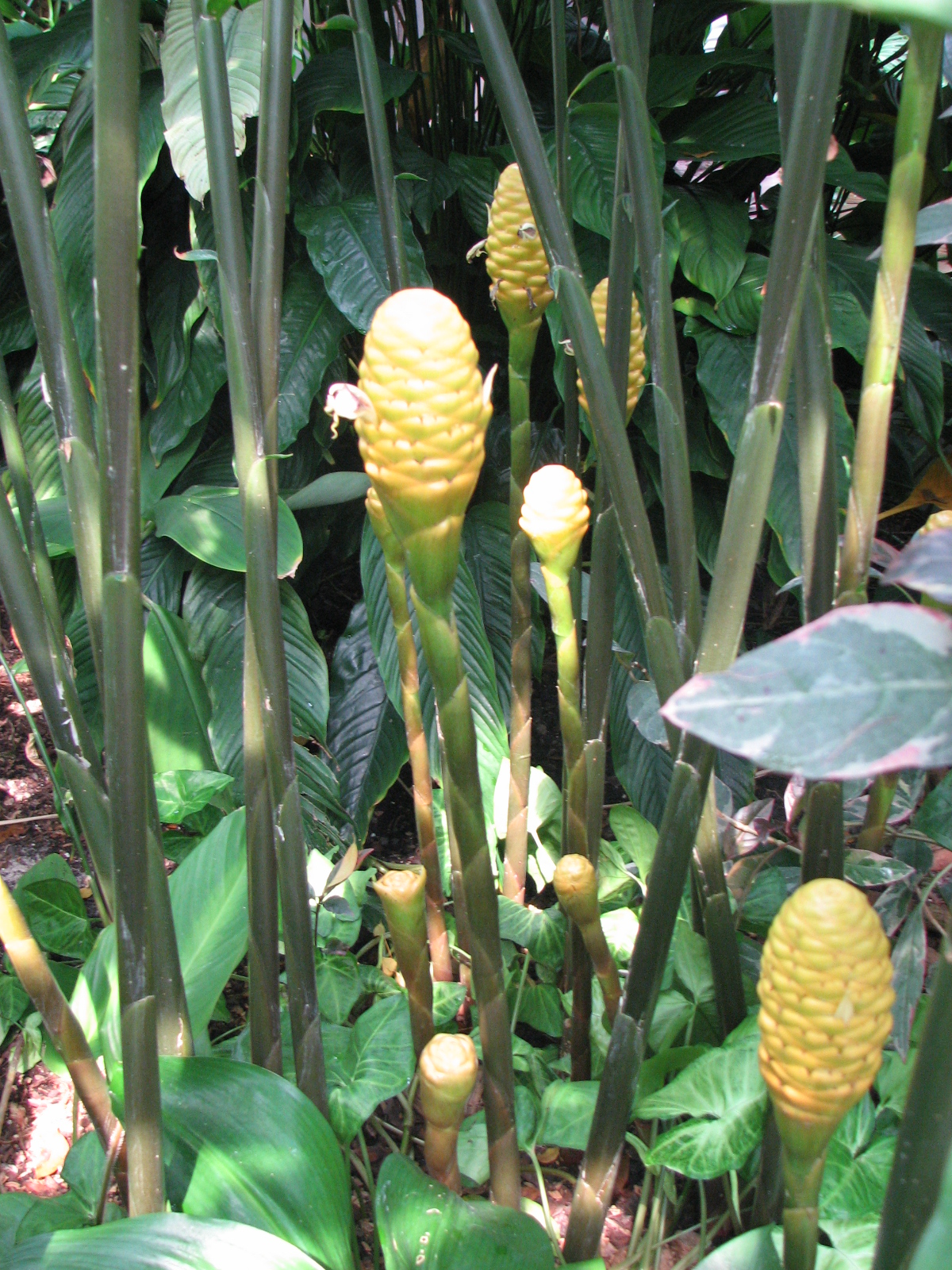
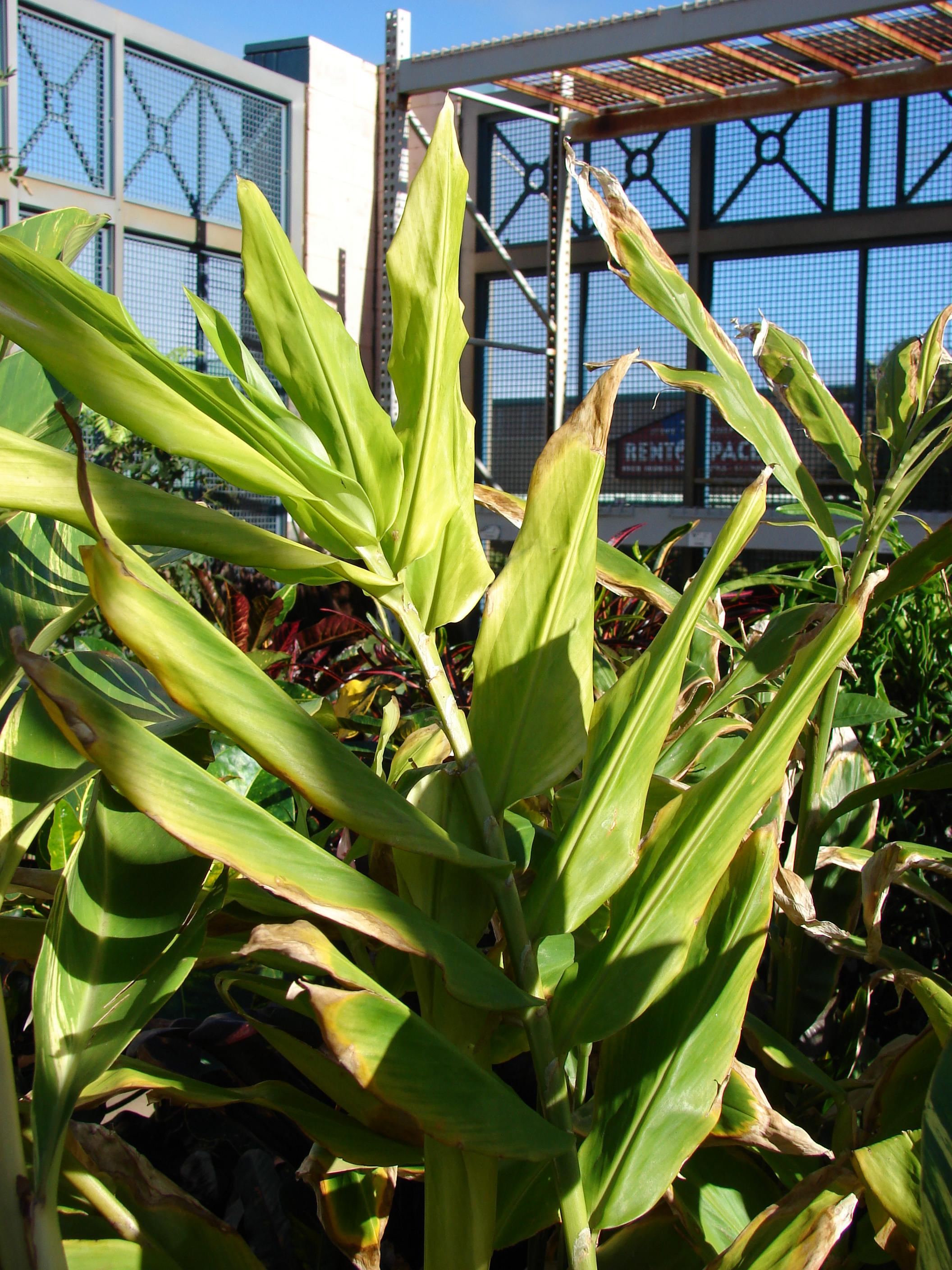
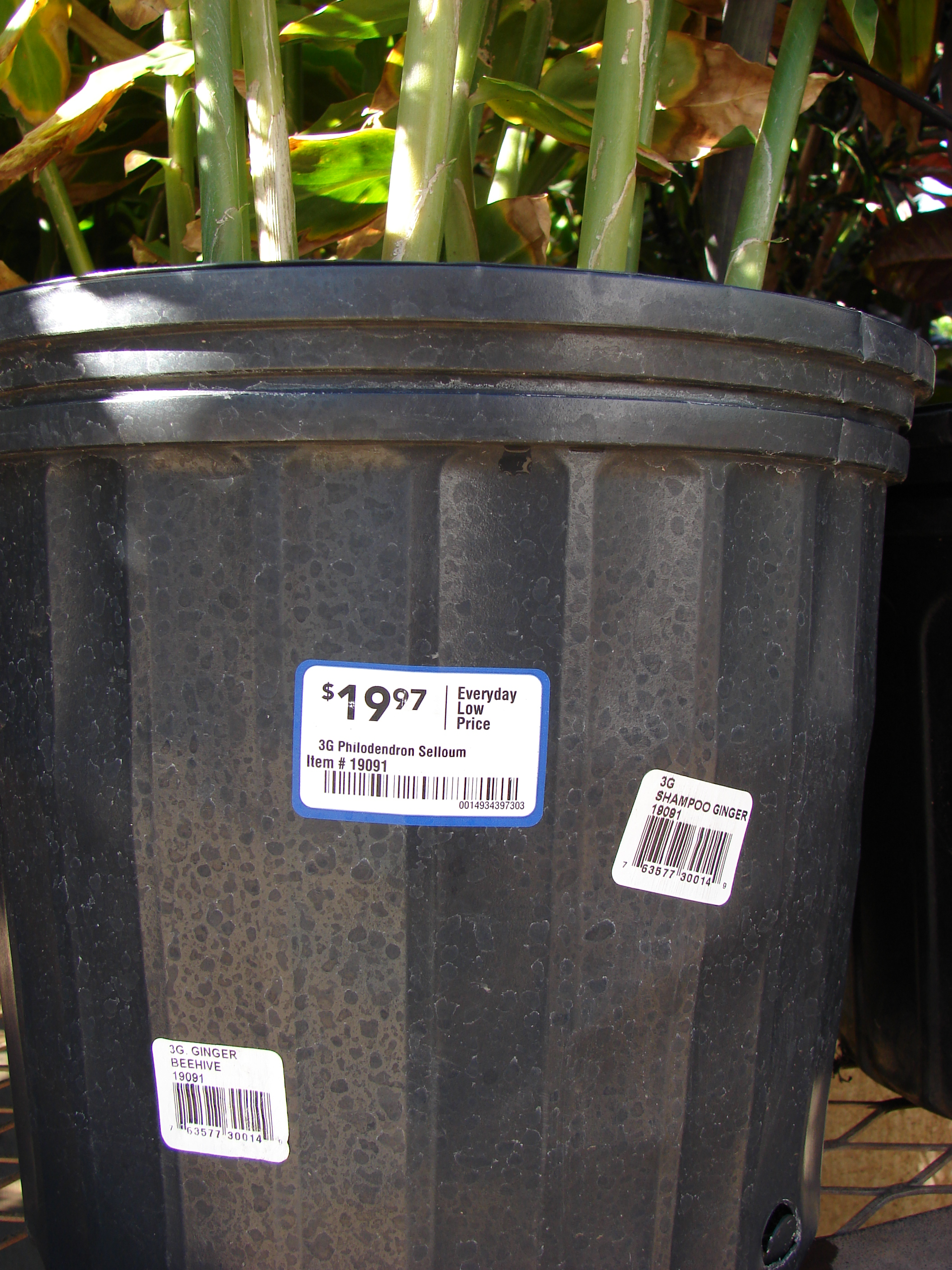